# Barnens svenska historia
Barnens svenska historia är en bokserie skriven av Sonja Hulth, bestående av fyra böcker utgivna på Rabén & Sjögren mellan åren 1986 och 1992. Olika illustratörer för olika böcker ritade bilderna, och varje bok är utgiven i Sonja Hulths + illustratörens namn. Böckerna förklarar Sveriges historia, men använder även enklare historier, inspiererade av serietidningar.
Böckerna skrevs för att berätta om Sveriges historia för barn på ett lite annorlunda sätt, roligt och spännande. De skrevs både för att lära hur folk levde förr, och hjälpa till att förstå nutiden.

## Böckerna

### När människorna kom
När människorna kom är första boken och utkom 1986, och illustrerades av Anna-Clara Tidholm. Den börjar med att det börjar snöa och inlandsisen breder ut sig, innan isen börjar smälta och människorna kan migrera, söderifrån via Skåne som satt ihop med Danmark, samt samerna norrifrån. Boken beskriver sedan stenåldern, järnåldern, bronsåldern och vikingatiden, som vilka redskap som användes, gudasagor eller när den första katten kom, och slutligen kristnandet. Bilderna skildrar vikingatiden utan horn på hjälmarna.

### Se där, en stad! / När Sverige blev Sverige
Se där, en stad! är andra boken och utkom 1987 och illustrerades av Jens Ahlbom. År 2004 kom en nyutgåva av boken, men med titeln När Sverige blev Sverige.
Boken börjar nyårsnatten år 1100 med att beskriva böndernas vardagsliv, kungarnas inflytande och kyrkans makt och lagar. Den behandlar också inre stridigheter, som slaget vid Sparrsätra 1247, och Birger jarls lagar, Stockholms grundande samt Magnus Ladulås beslut. I serieform behandlas även stridigheter som Håtunaleken och Nyköpings gästabud. Boken fortsätter med avskaffandet av träldomen, Heliga Birgittas uppenbarelser av Jesus och Jungfru Maria, och 1349 när digerdöden kommer till Norden, och om Valdemar Atterdag.
Boken fortsätter sedan med Kalmarunionen och de inre stridigheterna, Engelbrektsupproret, Erik av Pommern och Sten Sture den äldre och Sten Sture den yngre. Boken slutar med Stockholms blodbad 1520, och på sista bilden åker Gustav Vasa skidor med en stav i Dalarna.

### När Sverige var som störst
När Sverige var som störst är tredje boken och utkom 1989 och illustrerades av Fibben Hald. Den börjar 1520 med Gustav Vasas skidjakt i Dalarna, hans maktövertagande, klockupproret i Dalarna, protestantiska reformationen och Dackefejden. Boken berättar vidare om Vasasönerna och maktstriderna dem emellan, som slutar med den yngste vasasonens, Karl IX:s seger och hur han förutspår att den lille sonen ska göra det han inte lyckades med. I nästa skede sker just det. Stormaktstiden inleds med Gustav II Adolf, 30-åriga kriget beskrivs fram till att kungen stupar och efterträds av sin dotter.  Nya Sverige skapas i Nordamerika, och drottning Kristina avgår. Näste kung Karl X Gustav och hans fälttåg, främst Tåget över Bält som leder till att Sverige når sin största utbredning. Boken fortsätter med häxprocesserna och avslutas med Karl XII:s krig och när han blev skjuten, och Frihetstiden börjar medan det svenska stormaktsväldet faller samman.

### När svenskarna flyttade till stan
När svenskarna flyttade till stan är fjärde boken och utkom 1992 och illustrerades av Ola Ambjörnsson. Den börjar den 12 maj 1732 i Uppsala när Carl Linneus ger sig av mot Lappland där samerna skall kristnas, och beskriver sedan hur lite som förändrat sig i svenska jordbruket, medan Sverige lever i Frihetstiden och Sveriges riksdag styrs av politiska partier, mössor och hattar, och det blir krig mot Ryssland medan supandet tilltar. Sedan handlar det om Carl von Linnés liv och verk, och en serie om Gustav III:s statskupp i augusti 1772 och mordet på honom i mars 1792. I serieform berättas även om Gustav IV Adolf, Finska kriget, när Karl XIV Johan blir svensk kung, och skapandet av svensk-norska unionen. Boken fortsätter sedan med böndernas vardagsliv och bekymmer med uppdelningen av åkrar, och början på emigrationen från Sverige till Nordamerika.
Sedan dyker ett tåg upp, och boken har kommit till 1800-talets mitt, Sverige industrialiseras, fackförbund och folkrörelser skapas. Folk börjar sakta köpa mer i butik i stället för göra allt hemma, och Norge säger upp unionen, och vattenkraft införs. Boken fortsätter sedan med första världskriget, glada 1920-talet, det tidiga 1930-talets lågkonjunktur innan det vänder uppåt igen när Tyskland vill ha Sveriges malm, andra världskriget med tysktåg genom Sverige och arbetskraftsinvandringen efter kriget.
Boken fortsätter sedan med 1950- och 60-talens utökning av svenska välfärdsstaten, när folk skaffar bil, TV och har sommarstuga. Sedan avslutas boken med att när alla trodde allt elände försvunnit och nästan ingen saknade den gamla tiden, kommer 1970- och 80-talens miljöpolitiska debatt, sopberget som växer och en familj som åker bil på motorvägen en dag. Genom bilrutan ser de en bonde, vilket blivit alltmer ovanligt, och fortsätter sedan ut på landsvägen i skymningen.